# Берарди, Джанотто
Джанотто Берарди (родился во Флоренции в 1457 году, умер в Севилье 1495.12.15) — флорентийский купец, обосновавшийся в Севилье. Принял участие в финансировании первого плавания Христофора Колумба.

## Биография
Семья Берарди занималась производством шёлка в городке Сан-Панкрацио, недалеко от Флоренции. Джаннотто, родившийся в 1457 году, вместе с отцом переехал в Лиссабон и занялся работорговлей вместе со своим братом Джанетто и Бартоломео Маркионни.
В 1485 году перебрался в Севилью. Там он торговал рабами, которых присылал Маркиони, имевший концессию на значительную часть португальской африканской работорговли. Помимо рабов, занимался торговлей деревом и тканями. В 1489 году ему пришлось предоставить короне принудительную ссуду в размере 60 000 мараведи для финансирования осады Базы во время Гранадских войн.
Берарди стал центральной фигурой в кругах, выступавших за экспансию Кастилии на Канарские острова и в Индию. Именно он представил Христофора Колумба сначала герцогу Медина-Сидонии и затем двору католических монархов.
Вместе с генуэзским банкиром Франсиско де Риберолем финансировал завоевание Алонсо Фернандесом де Луго острова Пальма в 1492 году. Для финансирования своего первого плавания через Атлантику Колумбу не доставало 500 000 мараведи. Точно не известно, кто ему одолжил эту сумму, однако историк Консуэло Варела утверждает, что, вероятно, это был Берарди. Когда Колумб вернулся из этой экспедиции, Берарди был одним из первых людей, которых он посетил.
Берарди вложил в экспедиции Колумба значительные суммы денег и потерял их, продолжая упорствовать даже тогда, когда стало ясно, что Колумб не нашел короткого пути в Азию. Он пренебрег другими своими предприятиями и разорвал связи с Николини и Лоренцо ди Пьерфранческо. В своем завещании 1495 года он сообщил, что Колумб задолжал ему 180 000 мараведи, поэтому он оставил большие долги своим торговым партнерам. В 1512 году его наследники всё ещё были должны Веспуччи 144 000 мараведи.

## Семья
- Отец : Лоренцо Берарди
- Брат : Джанетто Берарди
- Жена : Эльвира Рамирес
- Дети : по крайней мере двое: Лоренцо (умер во Флоренции в 1494 году) и Мария, объявленная наследником по завещанию Берарди.